# Ronde van Spanje 2009/Eenentwintigste etappe
De slotetappe van de Ronde van Spanje 2009 werd verreden op 20 september 2009. De laatste etappe ging over een rit van Rivas-Vaciamadrid naar de hoofdstad Madrid. Het was een korte rit over 110 kilometer. De rit werd gewonnen door de Duitser André Greipel, zijn vierde overwinning in deze Vuelta. Zoals verwacht veranderde er niets meer aan de stand. Alejandro Valverde won zo zijn eerste Vuelta en meteen ook zijn eerste grote Ronde. Hij is de eerste renner die de Ronde van Spanje wint zonder een rit te winnen sinds Angel Luis Casero, die won in 2001.

## Uitslagen
| Uitslag etappe | Uitslag etappe    | Uitslag etappe               | Uitslag etappe  | Uitslag etappe |
| rang           | renner            | land                         | ploeg           | tijd           |
| -------------- | ----------------- | ---------------------------- | --------------- | -------------- |
| 1              | André Greipel     | Vlag van Duitsland           | Team Columbia   | 3:11.55        |
| 2              | Daniele Bennati   | Vlag van Italië              | Liquigas        | z.t.           |
| 3              | Borut Božič       | Vlag van Slovenië            | Vacansoleil     | z.t.           |
| 4              | Leonardo Duque    | Vlag van Colombia            | Cofidis         | z.t.           |
| 5              | Sébastien Hinault | Vlag van Frankrijk           | ag2r Prévoyance | z.t.           |
| 6              | Enrico Gasparotto | Vlag van Italië              | Lampre          | z.t.           |
| 7              | Greg Henderson    | Vlag van Nieuw-Zeeland       | Team Columbia   | z.t.           |
| 8              | Roger Hammond     | Vlag van Verenigd Koninkrijk | Cervélo         | z.t.           |
| 9              | Tom Leezer        | Vlag van Nederland           | Rabobank        | z.t.           |
| 10             | Paul Voss         | Vlag van Duitsland           | Team Milram     | z.t.           |

| Algemeen klassement | Algemeen klassement | Algemeen klassement | Algemeen klassement | Algemeen klassement |
| rang                | renner              | land                | ploeg               | tijd                |
| ------------------- | ------------------- | ------------------- | ------------------- | ------------------- |
|                     | Alejandro Valverde  | Vlag van Spanje     | Caisse d'Epargne    | 84u 10' 32"         |
| 2                   | Samuel Sanchez      | Vlag van Spanje     | Euskaltel-Euskadi   | + 55"               |
| 3                   | Cadel Evans         | Vlag van Australië  | Silence-Lotto       | + 1' 32"            |
| 4                   | Ivan Basso          | Vlag van Italië     | Liquigas            | + 2' 12"            |
| 5                   | Ezequiel Mosquera   | Vlag van Spanje     | Xacobeo-Galicia     | + 4' 27"            |
| 6                   | Robert Gesink       | Vlag van Nederland  | Rabobank            | + 6' 40"            |
| 7                   | Joaquim Rodríguez   | Vlag van Spanje     | Caisse d'Epargne    | + 9' 08"            |
| 8                   | Paolo Tiralongo     | Vlag van Italië     | Lampre              | + 9' 11"            |
| 9                   | Philip Deignan      | Vlag van Ierland    | Cervélo             | + 11' 08"           |
| 10                  | Juan José Cobo      | Vlag van Spanje     | Fuji-Servetto       | + 11' 27"           |

## Nevenklassementen
| Puntenklassement | Puntenklassement   | Puntenklassement   | Puntenklassement | Puntenklassement |
| rang             | renner             | land               | ploeg            | punten           |
| ---------------- | ------------------ | ------------------ | ---------------- | ---------------- |
|                  | André Greipel      | Vlag van Duitsland | Team Columbia    | 150              |
| 2                | Alejandro Valverde | Vlag van Spanje    | Caisse d'Epargne | 111              |
| 3                | Daniele Bennati    | Vlag van Italië    | Liquigas         | 101              |

| Bergklassement | Bergklassement     | Bergklassement     | Bergklassement    | Bergklassement |
| rang           | renner             | land               | ploeg             | punten         |
| -------------- | ------------------ | ------------------ | ----------------- | -------------- |
|                | David Moncoutié    | Vlag van Frankrijk | Cofidis           | 186            |
| 2              | David De La Fuente | Vlag van Spanje    | Fuji-Servetto     | 99             |
| 3              | Julián Sánchez     | Vlag van Spanje    | Contentpolis-Ampo | 73             |

| Combinatieklassement | Combinatieklassement | Combinatieklassement | Combinatieklassement | Combinatieklassement |
| rang                 | renner               | land                 | ploeg                | punten               |
| -------------------- | -------------------- | -------------------- | -------------------- | -------------------- |
|                      | Alejandro Valverde   | Vlag van Spanje      | Caisse d'Epargne     | 7                    |
| 2                    | Ezequiel Mosquera    | Vlag van Spanje      | Xacobeo-Galicia      | 17                   |
| 3                    | Samuel Sanchez       | Vlag van Spanje      | Euskaltel-Euskadi    | 17                   |

| Ploegenklassement | Ploegenklassement | Ploegenklassement   | Ploegenklassement | Ploegenklassement |
| rang              | ploeg             | land                | tijd              |                   |
| ----------------- | ----------------- | ------------------- | ----------------- | ----------------- |
|                   | Xacobeo-Galicia   | Vlag van Spanje     | 261u 57' 19"      |                   |
| 2                 | Caisse d'Epargne  | Vlag van Spanje     | + 23' 43"         |                   |
| 3                 | Astana            | Vlag van Kazachstan | + 31' 39"         |                   |

1e etappe ·
2e etappe ·
3e etappe ·
4e etappe ·
5e etappe ·
6e etappe ·
7e etappe ·
8e etappe ·
9e etappe ·
10e etappe ·
11e etappe ·
12e etappe ·
13e etappe ·
14e etappe ·
15e etappe ·
16e etappe ·
17e etappe ·
18e etappe ·
19e etappe ·
20e etappe ·
21e etappe
Startlijst · Eindstanden · Afbeeldingen
 winnaars · rode trui · 
 puntenklassement · 
 bergklassement · 
 combinatieklassement · 
 jongerenklassement · 
 ploegenklassement · 
 strijdlust

 Belgische leiderstruidragers · etappewinnaars

 Nederlandse leiderstruidragers · etappewinnaars
1935 · 1936 · 1937 · 1938 · 1939 · 1940 · 1941 · 1942 · 1943 · 1944 · 1945 · 1946 · 1947 · 1948 · 1949 · 1950 · 1951 · 1952 · 1953 · 1954 · 1955 · 1956 · 1957 · 1958 · 1959 · 1960 · 1961 · 1962 · 1963 · 1964 · 1965 · 1966 · 1967 · 1968 · 1969 · 1970 · 1971 · 1972 · 1973 · 1974 · 1975 · 1976 · 1977 · 1978 · 1979 · 1980 · 1981 · 1982 · 1983 · 1984 · 1985 · 1986 · 1987 · 1988 · 1989 · 1990 · 1991 · 1992 · 1993 · 1994 · 1995 · 1996 · 1997 · 1998 · 1999 · 2000 · 2001 · 2002 · 2003 · 2004 · 2005 · 2006 · 2007 · 2008 · 2009 · 2010 · 2011 · 2012 · 2013 · 2014 · 2015 · 2016 · 2017 · 2018 · 2019 · 2020 · 2021 · 2022 · 2023 · 2024 · 2025